# Ehretia moluccana
Ehretia moluccana är en strävbladig växtart som beskrevs av H. Riedl. Ehretia moluccana ingår i släktet Ehretia och familjen strävbladiga växter. Inga underarter finns listade i Catalogue of Life.